# Cyril McLaglen
Cyril McLaglen (1899 – 1987) foi um ator de cinema britânico, que atuou em vários filmes entre 1920 e 1951. Ele fez sua estreia no cinema no filme de 1920 The Call of the Road. Foi o irmão mais novo do ator Victor McLaglen.

## Filmografia selecionada
- The Call of the Road (1920)
- The Island of Despair (1926)
- Hindle Wakes (1927)
- The Flight Commander (1927)
- Balaclava (1928)
- Underground (1928)
- Lost Patrol (1929)
- Alf's Button (1930)
- Bed and Breakfast (1930)
- Money for Speed (1933)
- Mary of Scotland (1936)
- The Plough and the Stars (1936)
- The Black Swan (1942)